# Zborov nad Bystricou
Zborov nad Bystricou (węg. Felsőzboró) – wieś i gmina (obec) w powiecie Czadca, kraju żylińskim, w północnej Słowacji. Wieś lokowana w roku 1662.